# 土屋大洋
土屋 大洋（つちや もとひろ、1970年 - ）は、日本の国際政治学者。慶應義塾大学大学院政策メディア・研究科教授（兼総合政策学部教授）。

## 概要
慶應義塾大学法学部政治学科卒業後、慶應義塾大学大学院法学研究科で修士号、慶應義塾大学大学院政策・メディア研究科で博士号取得。
国際大学グローバル・コミュニケーション・センター主任研究員などを経て、慶應義塾大学大学院政策メディア・研究科教授（兼総合政策学部教授）。
2008年3月から1年間、米マサチューセッツ工科大学で客員研究員。2014年2月から1年間、米イースト・ウエスト・センターで客員研究員。2019年10月から2021年7月まで慶應義塾大学総合政策学部学部長。2021年8月から慶應義塾常任理事、慶應義塾ニューヨーク学院理事長（2021年9月から12月まで同学院長も兼任代行）。
2019年、「サイバースペースが今日の国際安全保障環境に対して及ぼす影響と、この新たな空間における国際規範確立の可能性についての優れた研究」により第15回中曽根康弘賞優秀賞を受賞。

## 著書

### 単著
- 『情報とグローバル・ガバナンス――インターネットから見た国家』（慶應義塾大学出版会, 2001年）
- 『ネット・ポリティックス――9・11以降の世界の情報戦略』（岩波書店, 2003年）
- 『ネットワーク・パワー――情報時代の国際政治』（NTT出版, 2007年）
- 『情報による安全保障――ネットワーク時代のインテリジェンス・コミュニティ』（慶應義塾大学出版会, 2007年）
- 『ネットワーク・ヘゲモニー「帝国」の世界戦略』（NTT出版, 2011年）
- 『サイバー・テロ 日米vs.中国』（文藝春秋, 2012年）
- 『サイバーセキュリティと国際政治』（千倉書房，2015年）
- 『暴露の世紀――国家を揺るがすサイバーテロリズム』（KADOKAWA, 2016年）
- 『サイバーグレートゲーム――政治・経済・技術とデータをめぐる地政学』（千倉書房，2020年）

### 編著
- 『アメリカ太平洋軍の研究――インド・太平洋の安全保障』（千倉書房, 2018年）

### 共著
- （木村忠正）『ネットワーク時代の合意形成』（NTT出版, 1998年）
- （持永大・村野正泰）『サイバー空間を支配する者――21世紀の国家、組織、個人の戦略』（日本経済新聞出版社，2018年）

### 共編著
- （原田泉）『デジタル・ツナガリ――拡大するネットコミュニティの光と影』（NTT出版, 2004年）
- （川口貴久）『ハックされる民主主義――デジタル社会の選挙干渉リスク』（千倉書房，2022年）

### 訳書
- エリ・ノーム、ローレンス・レッシグ、トーマス・W・ヘイズレット、リチャード・A・エプスタイン『テレコム・メルトダウン――アメリカの情報通信政策は失敗だったのか』（NTT出版, 2005年）